# نشأت التغلبي
نشأت التغلبي (1333- 1416 هـ/ 1914- 1995 م)، صحفي من روَّاد الإعلام المقروء والمسموع في سورية، وأديب روائي، كان مديرًا لأول إذاعة أطلقها الفرنسيون في دمشق عام 1942، ثم مديرًا لإذاعة دمشق الرسمية الوطنية عام 1947. وهو صاحب مجلة «عصا الجنَّة» الناقدة الساخرة.

## ولادته ودراسته
وُلد نشأت بن كمال التغلبي (الشيباني) في دمشق عام 1333هـ/ 1914م، لأسرة دمشقية قديمة، اشتَهَر أجدادُها بمشيخة الصوفية. هاجر جدُّهم محمد أبو تغلِب الشيباني عام 605هـ/ 1208م من عَسْقلان في فلسطين إلى دمشق الشام. وكان جدُّهم الشيخ يونس بن يوسف الشيباني المخارقي (ت 619هـ/ 1222م) شيخَ الطريقة اليونسية الشيبانية، وله زاوية في الشرف الشَّمالي، شمال التكية السُّليمانية، وجنوب ثانوية التجهيز (جودة الهاشمي)، وأنشئ مكانَها حديقةُ المِنْشِيَّة.
تلقَّى تعليمَه الابتدائي في مدرسة أنموذج البحصة، ثم أكمل دراسته الثانوية في المدرسة الإيطالية، ثم كان من أوائل المتخرِّجين في مدرسة اللاييك التي سُمِّيت فيما بعد (معهد الحرية) ثم (معهد باسل الأسد)، وأتقن فيها اللغة الفرنسية.

## الحياة الصحفية
أحبَّ الصِّحافةَ فآثرها على إكمال دراسته، وبدأ حياته الصَّحَفية العملية في وقت مبكِّر قبل بلوغه العشرين من عمره، وفي عام 1932م عمل محرِّرًا في جريدة «الاستقلال العربي» لصاحبها توفيق جانا، ثم في «جريدة الجزيرة» لصاحبها تيسير ظَبيان. ثم في عام 1936م انتقل إلى «جريدة القبَس» لصاحبها نجيب الريِّس؛ ليعمل محرِّرًا ثم مديرًا إداريًّا ثم سكرتيرًا للتحرير.
في عام 1942 عيَّنته سُلطة الانتداب الفرنسي نائبًا لمدير أول إذاعة في دمشق أسسها الفرنسيون، التي كان بثُّها لا يتجاوز حدودَ العاصمة السورية دمشق، وكان مقرُّها في ساحة النجمة. ولكن سَرعان ما استقال مديرُ الإذاعة سامي الشمعة، فخَلَفَه نشأت التغلبي في إدارة الإذاعة حتى عام 1945، ثم قرَّر تركَ الإذاعة مع المذيع يحيى الشهابي، وقاما بتحطيم أجهزتها؛ تضامنًا مع النضال الوطني في وجه المحتل الفرنسي، واضطُرَّا إلى التواري عن الأنظار مدَّة.
ثم عاد إلى الصِّحافة المكتوبة؛ فعمل سكرتيرًا لتحرير جريدة «القبس» مرَّة أُخرى، وشارك الصحفيَّ بسيم مراد صاحب «جريدة الأخبار» في تجديد جريدته وتطويرها. وأُسندت إليه رئاسةُ تحرير «مجلة الجندي» منذ عام 1946م واستمرَّ فيها سنوات.
وفي عام 1947م دعا إلى تأسيس (رابطة محرِّري الصحف) في سورية، وكان من أعضاء الرابطة: عباس الحامض، وسعيد الجزائري، وأحمد علوش، وعبد الرحمن أبو قوس. وفي العام نفسه أطلق مجلةً أسبوعية فكاهية ناقدة بعنوان «عصا الجنَّة» كان هو رئيسَ تحريرها ومديرَها المسؤول، واستمرَّت حتى غيَّر اسمها إلى «مجلة الجامعة» في آخر عام 1953م، وجعلها مجلة أسبوعية سياسية، ولم تلقَ نجاح سابقتها. وبقيت مستمرَّة في الصدور حتى إعلان الوحدة السورية المصرية عام 1958م؛ إذ أقنع عبدُ الحميد السرَّاج الرئيسَ جمال عبد الناصر بضرورة إغلاق جميع الصحف والمجلات الخاصة.
عقب انقلاب الرئيس حسني الزعيم في 30 مارس (آذار) 1949م، عُيِّن في اليوم التالي مديرًا للإذاعة (إذاعة دمشق) من جديد، وكان مقرُّها في شارع بغداد ثم انتقلت في عهده إلى مقرِّها في شارع النصر، قبل انتقالها أخيرًا إلى مقرِّها الحالي في ساحة الأمويين. وقد نهض بها وارتقى؛ واختار لها أفضل المحرِّرين والمذيعين والموسيقيين والمطربين، وانتقى لها شارةً موسيقية من ألحان الموسيقار محمد عبد الوهَّاب الوطنية، وحدَّد مواعيد نشرات أخبارها ووضع خطة بثِّ برامجها.
وفي الخمسينيات أنشأ مكتبًا في دمشق لـ (دار أخبار اليوم) المصرية؛ لمراسلة جريدتها ومجلاتها، وشارك الأديبة الدمشقية سهام ترجمان في البرنامج الإذاعي (الجندي) عام 1956م.
وبعد وصول حزب البعث إلى الحكم في سورية عام 1963م، وابتداء عهده بإلغاء تراخيص جميع الصحف والمجلات الخاصة، فضَّل مغادرة سوريا والرحيل إلى القاهرة، وصار يتنقَّل بينها وبين لندن. وفي لندن عمل محررًا للشؤون العربية في «مجلة الحوادث» اللبنانية، وكتب لها مقالًا أسبوعيًّا يتناول فيه السياسة العربية، إلى قُبَيل وفاته.

#### في الفن
كان لنشأة التغلبي تجرِبة فنية قصيرة في شبابه الأول عام 1931م؛ بمشاركته في التمثيل في ثاني فِلم سوري بعنوان (تحت سماء دمشق)، لكن تجرِبته هذه لم تستمر.

## أعماله
على طول أمَد عمله في الصِّحافة المقروءة والمسموعة لم يخلِّف من أعمال سوى:
- (حتى الرصاصة الأخيرة) إحدى قصص الماضي التي صنعت الحاضر، رواية، الدار القيمة للطباعة والنشر والتوزيع، 1964م.[8]
- (لئلا نحترفَ البكاء) مذكِّرات له في رحلته الأندلسية، دار المعارف بالقاهرة، ضمن سلسلة (كتابك) رقم 89، التي يرأس تحريرها أنيس منصور.[9]

## صفاته وتكريمه
«كان وسيم الطلعة، مديد القامة، ذا صوت إذاعي جذاب، هادئًا، رقيق الحديث. وكان مميَّزًا في حياة دمشق الفنية والصحفية منذ ظهوره، وعُرف بالذكاء واللباقة والثقافة والإبداع.»
كُرِّم نشأة التغلبي بوسام الإخلاص والنجمة الفضية المذهبة مع السَّعَف، في شهر يوليو (تمُّوز) عام 1949م.

## حياته الخاصة
في إبَّان عمله في إدارة إذاعة دمشق، كان بين المطربين والمطربات الذين يقدِّمون وصَلات غنائية، مطربة شابة فلسطينية الأصل، اسمها ماري عَكَّاوي، أُعجب بها وبموهبتها، وتزوَّجها، ورُزق منها أربع بنات، ثم بعد سنوات قليلة توفيت ماري. فتزوَّج امرأةً أُخرى، ثم تزوج ثالثة.

## وفاته
توفي في القاهرة عام 1416هـ/  كانون الأول 1995، ودُفن فيها.

## الملاحظات
1. ↑  اختار لها هذا العنوان الطريف من قول العامَّة: (العصا من الجنَّة)، أي: إن العصا التي تُستعمَل في تأديب الصغار والطلاب هي من الجنة؛ لأنها تقوِّم انحرافهم وتضبط سلوكهم. وأراد لمجلته أن تكون كتلك العصا؛ ناقدةً لكل انحراف، ساعيةً في تقويم كل مائل عن جادَّة الصواب.